# 4 × 400 meter stafett för herrar i friidrott vid olympiska sommarspelen 2004
Stafett 4 x 400 m herrar vid Olympiska sommarspelen 2004 genomfördes vid Atens Olympiska Stadion 27 och 28 augusti

## Medaljörer
| Event         | Guld                                                                                     | Guld    | Silver                                                            | Silver  | Brons                                                          | Brons   |
| 4 x 400 meter | USA Otis Harris Derrick Brew Jeremy Wariner Darold Williamson Andrew Rock* Kelly Willie* | 2.55,91 | Australien John Steffensen Mark Ormrod Patrick Dwyer Clinton Hill | 3.00,60 | Nigeria James Godday Musa Audu Saul Weigopwa Enefiok Udo-Obong | 3.00,90 |

## Försök
Från de två kvalheaten gick de tre första lagen i vardera försöksheatet samt de två snabbaste tiderna därutöver till final.
Alla tider visas i minuter och sekunder.

Q automatiskt kvalificerad.

q en av de snabbaste tiderna därutöver.

DNS startade inte.

DNF kom inte i mål.

NR markerar nationsrekord.

SB markerar bästa resultat under säsongen.

DSQ markerar diskvalificerad eller utesluten.

### Omgång 1
| Placering | Heat | Nation         | Idrottare                                                                     | Tid     | Noteringar |
| --------- | ---- | -------------- | ----------------------------------------------------------------------------- | ------- | ---------- |
| 1         | 2    | USA            | Kelly Willie, Derrick Brew, Andrew Rock, Darold Williamson                    | 2.59,30 | Q          |
| 2         | 2    | Nigeria        | James Godday, Musa Audu, Saul Weigopwa, Enefiok Udo-Obong                     | 3:01.60 | Q, SB      |
| 3         | 2    | Bahamas        | Andrae Williams, Dennis Darling, Nathaniel McKinney, Christopher Brown        | 3:01.74 | Q, SB      |
| 4         | 1    | Storbritannien | Timothy Benjamin, Sean Baldock, Malachi Davis, Matthew Elias                  | 3:02.40 | Q, SB      |
| 5         | 1    | Japan          | Yuki Yamaguchi, Jun Osakada, Tomohiro Ito, Mitsuhiro Sato                     | 3:02.71 | Q          |
| 6         | 1    | Tyskland       | Ingo Schultz, Kamghe Gaba, Ruwen Faller, Bastian Swillims                     | 3:02.77 | Q          |
| 7         | 1    | Australien     | John Steffensen, Clinton Hill, Patrick Dwyer, Mark Ormrod                     | 3:03.06 | q          |
| 8         | 1    | Botswana       | Oganeditse Moseki, Johnson Kubisa, California Molefe, Kagiso Kilego           | 3:03.32 | q, SB      |
| 9         | 2    | Ryssland       | Aleksandr Larin, Andrej Rudnitskij, Oleg Misjukov, Ruslan Masjtjenko          | 3:03.35 |            |
| 10        | 2    | Polen          | Piotr Rysiukiewicz, Piotr Klimczak, Marcin Marciniszyn, Marek Plawgo          | 3:03.69 |            |
| 11        | 2    | Ukraina        | Volodimjr Demtjenko, Jevgenij Zjukov, Mihajlo Knysj, Andrij Tverdostup        | 3:04.01 |            |
| 12        | 1    | Grekland       | Stilianos Dimotsios, Anastasios Gousis, Panagiotis Sarris, Periklís Iakovákis | 3:04.27 | SB         |
| 13        | 1    | Frankrike      | Ahmed Douhou, Ibrahima Wade, Abderrahim El Haouzy, Leslie Djhone              | 3:04.39 |            |
| 14        | 2    | Spanien        | Eduardo Ivan Rodriguez, David Canal, Luis Flores, Antonio Manuel Reina        | 3:05.03 | SB         |
| 99        | 2    | Sydafrika      | Marcus la Grange, Hendrick Mokganyetsi, Ockert Cilliers, Arnaud Malherbe      | DNF     |            |
| 99        | 1    | Jamaica        | Michael Campbell, Michael Blackwood, Jermaine Gonzales, Davian Clarke         | DSQ     |            |

### Final
| Placering | Nation         | Idrottare                                                            | Tid     | Noteringar |
| --------- | -------------- | -------------------------------------------------------------------- | ------- | ---------- |
| 1         | USA            | Otis Harris, Derrick Brew, Jeremy Wariner, Darold Williamson         | 2.55,91 | SB         |
| 2         | Australien     | John Steffensen, Mark Ormrod, Patrick Dwyer, Clinton Hill            | 3.00,60 | SB         |
| 3         | Nigeria        | James Godday, Musa Audu, Saul Weigopwa, Enefiok Udo-Obong            | 3.00,90 | SB         |
| 4         | Japan          | Yuki Yamaguchi, Jun Osakada, Tomohiro Ito, Mitsuhiro Sato            | 3.00,99 | SB         |
| 5         | Storbritannien | Timothy Benjamin, Sean Baldock, Malachi Davis, Matthew Elias         | 3.01,07 | SB         |
| 6         | Bahamas        | Nathaniel McKinney, Aaron Cleare, Andrae Williams, Christopher Brown | 3.01,88 |            |
| 7         | Tyskland       | Ingo Schultz, Kamghe Gaba, Ruwen Faller, Bastian Swillims            | 3.02,22 |            |
| 8         | Botswana       | Johnson Kubisa, California Molefe, Gaolesiela Salang, Kagiso Kilego  | 3.02,49 | SB         |

## Rekord

### Världsrekord
- USA - 2.54,20 - 22 juli 1998 - Uniondale, USA

### Olympiskt rekord
- USA – 2.55,74 - 8 augusti 1992 - Barcelona, Spanien

## Tidigare vinnare

### OS
- 1896 - 1908: Inga tävlingar
- 1912 i Stockholm: USA – 3.16,6
- 1920 i Antwerpen: Storbritannien – 3.22,2
- 1924 i Paris: USA – 3.16,0
- 1928 i Amsterdam: USA – 3.14,2
- 1932 i Los Angeles: USA – 3.08,2
- 1936 i Berlin: Storbritannien – 3.09,0
- 1948 i London: USA – 3.10,4
- 1952 i Helsingfors: Jamaica – 3.03,9
- 1956 i Melbourne: USA – 3.04,8
- 1960 i Rom: USA – 3.02,2
- 1964 i Tokyo: USA – 3.00,7
- 1968 i Mexico City: USA – 2.56,2
- 1972 i München: Kenya – 2.59,8
- 1976 i Montréal: USA – 2.58,65
- 1980 i Moskva: Sovjetunionen – 3.01,1
- 1984 i Los Angeles: USA – 2.57,91
- 1988 i Seoul: USA – 2.56,16
- 1992 i Barcelona: USA – 2.55,74
- 1996 i Atlanta: USA – 2.55,99
- 2000 i Sydney: USA – 2.56,35

### VM
- 1983 i Helsingfors: Sovjetunionen – 3.00,79
- 1987 i Rom: USA – 2.57,29
- 1991 i Tokyo: : Storbritannien – 2.57,53
- 1993 i Stuttgart: : USA – 2.54,29
- 1995 i Göteborg: USA - 2.57,32
- 1997 i Aten: USA - 2.56,47
- 1999 i Sevilla: USA - 2.56,45
- 2001 i Edmonton: USA - 2.57,54
- 2003 i Paris: USA – 2.58,8